# Chancy
Chancy ist eine politische Gemeinde des Kantons Genf in der Schweiz.
Zur Gemeinde gehören die Dörfer Chancy und Passeiry sowie der Weiler Le Cannelet. Chancy befindet sich in der Champagne im äussersten Westen der Schweiz. Der westlichste Schweizer Grenzstein steht auf dem Gemeindegebiet von Chancy.

## Geschichte
Vor 1260 hatten die Grafen von Genf die Herrschaftsrechte in Chancy. Anschliessend übergaben sie diese dem Herzogtum Savoyen. Seit 1536 war Chancy der Stadt Genf untertan und nahm die Reformation an.
Chancy war ein wichtiger Durchgangsort der Strasse von Genf nach Lyon, denn hier gelangte man an das rechte Rhoneufer. Bis 1424 übernahm eine Fähre den Transport. Diese wurde dann durch eine Brücke ersetzt. Nach dem Abbruch der Brücke 1589 wurde der Fährbetrieb bis zum Neubau der Brücke 1874, also rund dreihundert Jahre später, am heutigen Standort wiederaufgenommen. Die neue Brücke Pont de Chancy stammt von 1907.
Oberhalb der Brücke und des Dorfes liegt seit 1924 das Laufwasserkraftwerk Chancy-Pougny.

## Bevölkerung
| Bevölkerungsentwicklung | Bevölkerungsentwicklung | Bevölkerungsentwicklung | Bevölkerungsentwicklung | Bevölkerungsentwicklung | Bevölkerungsentwicklung | Bevölkerungsentwicklung | Bevölkerungsentwicklung | Bevölkerungsentwicklung | Bevölkerungsentwicklung | Bevölkerungsentwicklung | Bevölkerungsentwicklung |
| ----------------------- | ----------------------- | ----------------------- | ----------------------- | ----------------------- | ----------------------- | ----------------------- | ----------------------- | ----------------------- | ----------------------- | ----------------------- | ----------------------- |
| Jahr                    | 1850                    | 1900                    | 1950                    | 1980                    | 2000                    | 2010                    | 2012                    | 2014                    | 2015                    | 2016                    | 2017                    |
| Einwohner               | 346                     | 331                     | 296                     | 542                     | 913                     | 1150                    | 1129                    | 1519                    | 1598                    | 1647                    | 1657                    |